# Sveučilište u Zenici
Sveučilište u Zenici je nastalo 18. listopada 2000. godine odlukom Skupštine Zeničko-dobojske županije. 
Najmlađe je državno sveučilište u BiH.
Na Sveučilištu je u travnju 2008. studiralo oko 5000 studenata. Sveučilište se sastoji od 7 fakulteta i dvije pridružene članice.

## Fakultet za metalurgiju i materijale
Fakultet je osnovan 1961. godine, kao Metalurški fakultet. Na fakultetu djeluju sljedeći odsjeci:
1. Odsjek za  metalurgiju
  1. Smjer za metalurgiju  željeza i čelika
  2. Smjer za metalurgiju neželjeznih metala
  3. Smjer za ljevarstvo
2. Odsjek za metalne materijale
3. Odsjek za nemetalne materijale
4. Odsjek za  kemiju
  1. Smjer Kemijsko inženjerstvo

## Strojarski fakultet
Strojarski (bošnjački: Mašinski) fakultet u Zenici je osnovan 1977. godine, izdvajanjem iz Metalurškog fakulteta u Zenici. Do oblikovanja Sveučilišta u Zenici bio je u sastavu Sveučilišta u Sarajevu. Na Fakultetu djeluju sljedeći odsjeci:
1. Inženjerski dizajn proizvoda
2. Inženjerska ekologija
3. Održavanje
  1. Smjer održavanje u rudarstvu
  2. Smjer održavanje u metalurgiji
  3. Smjer održavanje u energetici
  4. Smjer održavanje u motornih vozila i građevinskih strojeva
4. Menadžment proizvodnim tehnologijama
5. Inženjerska poslovna informatika
6. Tehnologije u drvopreradai
7. Opće strojarstvo (trogodišnji studij)

## Filozofski fakultet
Pedagoška akademija u Zenici osnovana je 10. ožujka 1993. godine. U kolovozu 2002. godine, odlukom Zeničko-dobojske županije, a uz suglasnost Sveučilišta u Sarajevu, Pedagoška akademija postaje Pedagoški fakultet. Pedagoški fakultet 2013. godine mijenja naziv u Filozofski fakultet, uz uvođenje novoga odsjeka – “Kulturalni studij”. Na ovom fakultetu djeluju sljedeći odsjeci:
1. Razredna nastava
2. Engleski jezik i književnost
3. Njemački jezik i književnost
4. Turski jezik i književnost
5. Matematika i informatika
6. Bošnjački/hrvatski/srpski jezik i književnost
7. Kulturalni studij

## Ekonomski fakultet
Fakultet je osnovan 2005. godine. Na ovom fakultetu djeluju sljedeći odsjeci:
1. Odsjek za menadžment poduzeća
2. Odsjek za  računovodstveni i revizijski menadžment

## Pravni fakultet
Fakultet je osnovan 2005. godine. Jedini odsjek ovog fakulteta je Opće pravo.

## Medicinski fakultet
Ovaj fakultet je imao jedan odsjek, opći, koji školuje diplomirane medicinske sestre (tehničare). Akademske 2016./2017. godinu uvodi se i odsjek studija opće medicine, na kome se školuju budući doktori medicine.

## Islamski pedagoški fakultet
Islamska pedagoška akademija je osnovana u kolovozu 1993. godine odlukom sabora Islamske zajednice u Bosni i Hercegovini. Od 2004. godine pridružena je članica Sveučilišta u Zenici. Od 2005. godine mijenja ime u Islamski pedagoški fakultet. Na ovom fakultetu djeluju sljedeći odsjeci:
1. Odsjek za islamski vjeronauk
2. Odsjek za socijalnu pedagogiju
3. Odsjek za predškolski odgoj i obrazovanje
4. Odsjek za inkluzivnu edukaciju

## Politehnički fakultet
Skupština Zeničko-dobojske županije je 27. srpnja 2011. godine donijela Odluku o organiziranju Politehničkog fakulteta Sveučilišta u Zenici. Vlada Zeničko-dobojske županije je u srpnju usvojila Zaključak o usvajanju Elaborata o opravdanosti osnivanja Politehničkog fakulteta Sveučilišta u Zenici, s odsjekom Građevinarstvo. Odsjek za proizvodni biznis je osnovan 2006. godine na Strojarskom fakultetu i od 2011./12. akademske godine prelazi na Politehnički fakultet. Na ovom fakultetu djeluju sljedeći odsjeci:
1. Odsjek za građevinarstvo
2. Odsjek za proizvodni biznis
3. Odsjek za softversko inženjerstvo

## Ostale organizacijske sastavnice
- Metalurški institut "Kemal Kapetanović"
- Studentski centar

## Vanjske poveznice
- Službena stranica